# Arena Națională
Arena Națională, cunoscută și ca Stadionul Național, este un stadion de fotbal cu acoperiș retractabil din București, România, pe care se dispută în general meciurile echipei naționale de fotbal, finala Cupei României și meciul din Supercupa României, precum și meciurile clubului FCSB. Cu o capacitate de 55.634 de spectatori, este cel mai mare stadion din țară și primul stadion de elită UEFA din România, succedat de Cluj Arena. Construcția arenei al cărei proprietar este Primăria Municipiului București a fost finalizată în 2011, având un cost total de aproximativ 235 mil. €.
În 2012 arena a găzduit Finala UEFA Europa League, aceasta fiind prima finală europeană găzduită de România.
Pe 6 noiembrie 2015, stadionul a fost închis de Inspectoratul pentru Situații de Urgență pentru că nu avea autorizație pentru acoperișul retractabil. Din acest motiv, Eternul derby dintre Dinamo și FCSB (3-1), disputat pe 22 noiembrie 2015, a fost mutat în ultima clipă pe Stadionul Dinamo, iar amicalul de gală dintre România și Spania (0-0), disputat pe 27 martie 2016, a fost mutat pe Cluj Arena. Steaua fiind dată afară din Ghencea de către Clubul Sportiv al Armatei, s-a mutat pe Arenă, dar în unele cazuri, aceasta nu este disponibilă. Roș-albaștrii au apelat în primă instanță la Stadionul Dr. Constantin Rădulescu din Cluj-Napoca, iar ulterior la Stadionul Nicolae Dobrin din Pitești.
La data de 1 aprilie 2016, Arena Națională și-a redeschis porțile găzduind partida Dinamo - Astra (1-4) și din acel moment cel mai mare stadion al țării poate susține legal evenimente sportive după o pauză de aproximativ 6 luni.
Recordul de asistență s-a înregistrat la un meci cu caracter demonstrativ, pe 26 mai 2024, între Generația de Aur a României și Legendele Lumii, încheiat cu scor de 3-2. Numărul record de spectatori a fost de 54.967. Acesta a fost meciul de retragere al Generației de Aur.
Pe 11 mai 2024, a fost stabilită a doua cea mai mare audiență, pe Arena Națională au fost prezenți 54.673 de spectatori, la partida FCSB–CFR Cluj, la capătul căreia roș-albaștrii au primit trofeul și medaliile de campioni.

## Caracteristici

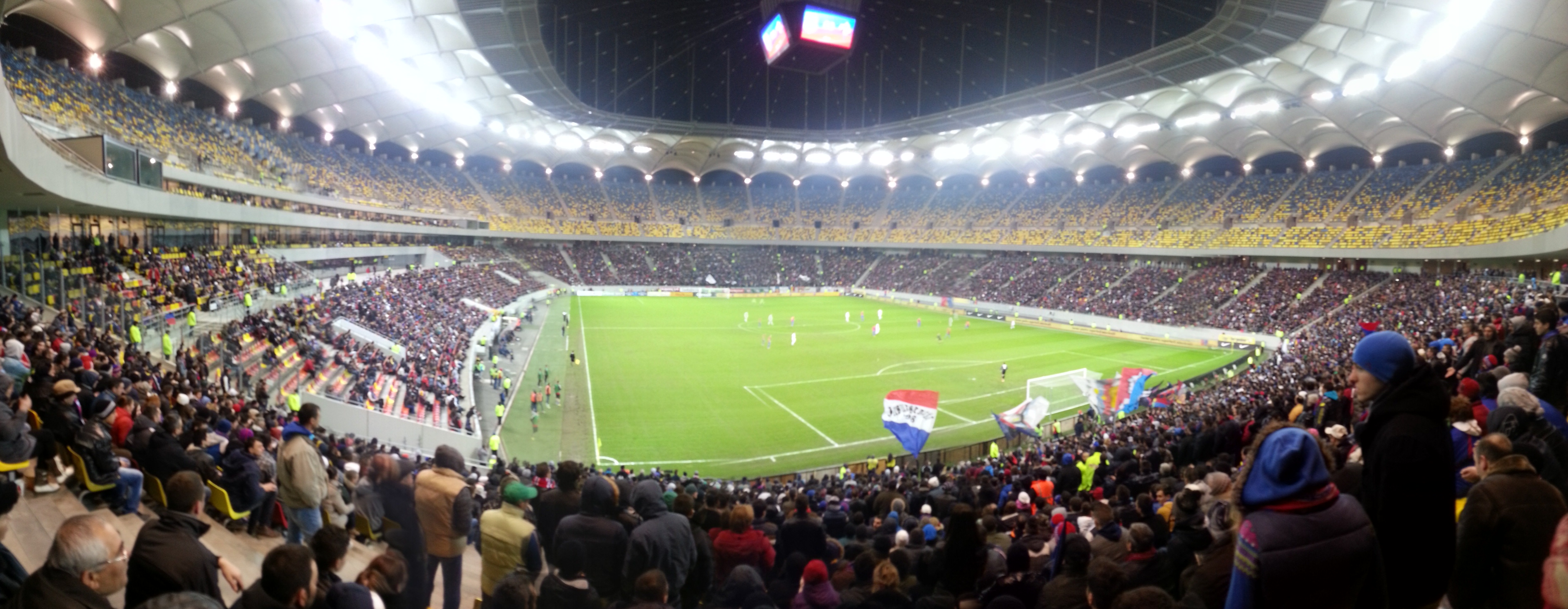
Meciul FC Steaua - Gaz Metan, 2 martie 2013

Stadionul are o suprafață de 108.000 m² și o înălțime de șase etaje. Construcția include un garaj subteran cu 200 de locuri de parcare, 40 de loje a câte 12 locuri, săli de conferințe și restaurante.
Capacitatea este de 55.600 de spectatori, din care 20.000 la tribuna I și 364 pentru presă, cu pupitre individuale.
De asemenea stadionul are 94 de căi de acces, ceea ce permite ca evacuarea spectatorilor să se poată realiza în 20 de minute. Arena mai este dotată și cu un cub video, situat deasupra centrului terenului, echipat cu 4 ecrane de 30 m² fiecare.
Bugetul pentru ridicarea arenei a fost inițial de 119 milioane de euro. Când a ajuns la stadiul de finisări, costurile se ridicaseră la 213 milioane de euro, o depășire de buget de 94 de milioane de euro. Construcția la Arena Națională a început în 2007, pe locul fostului Stadion Național (construit în 1953).

## Beneficiari
Beneficiarul principal al Arenei Naționale este echipa națională de fotbal a României, care își dispută pe acest stadion majoritatea meciurilor de fotbal de pe teren propriu. Ocazional, Federația Română de Fotbal alege ca partidele care ar putea stârni un interes redus din partea spectatorilor să se dispute pe alte stadioane din țară, cum ar fi Stadionul „Ion Oblemenco” (2017), Cluj Arena, sau Stadionul Ilie Oană.
Începând cu aprilie 2015, după ce FCSB a intrat în conflict cu Ministerul Apărării Naționale și a fost evacuată de pe Stadionul Steaua (1974), arena pe care își disputau în general meciurile de pe teren propriu, ros-albaștrii s-au văzut nevoiți să se mute pe Arena Națională.
Și Dinamo București organizează ocazional meciuri pe acest stadion, în special derby-urile împotriva celor de la FCSB, dar și alte partide importante care stârnesc un interes ridicat din partea suporterilor. Din toamna lui 2020 totuși, din cauza dificultăților financiare ale clubului, Dinamo a preferat să dispute toate meciurile de acasă pe Stadionul Dinamo sau Stadionul Arcul de Triumf, acolo unde costurile de închiriere sunt mult mai reduse.
Rapid București a organizat toate meciurile de pe teren propriu din sezonul UEFA Europa League 2011-2012 pe Arena Națională, întrucât Stadionul Giulești-Valentin Stănescu nu îndeplinea criteriile de organizare impuse de către UEFA. Ulterior, alb-vișinii au revenit pe Arena Națională în iulie 2021, până la finalizarea construcției noului Stadion Rapid-Giulești, în martie 2022.
Pe lângă cluburile din București, au găzduit meciuri pe Arena Națională și echipele Oțelul Galați și Astra Giurgiu, în 2011, respectiv 2016, întrucât stadioanele proprii ale acestora nu puteau găzdui partide de UEFA Champions League respectiv UEFA Europa League.

## Evenimente pe stadion
Pe data de 17 aprilie 2011, primarul Bucureștiului a hotărât să fie "Ziua porților deschise" pe stadion. Aproximativ 30.000 de oameni au vizitat în acea zi stadionul (construit în proporție de 90%). Pe 6 august 2011, primarul Bucureștiului a decis să fie organizată din nou "Ziua porților deschise" pe stadionul de data aceasta terminat. 100.000 de oameni au vizitat obiectivul.
După ce Asociația Argentiniană de Fotbal a anulat meciul amical dintre România și Argentina, programat pe 11 august 2011, Arena Naționala a fost inaugurată oficial pe 6 septembrie 2011, cu un meci al echipei naționale a României împotriva reprezentativei Franței.
Pe data de 9 mai arena a găzduit Finala UEFA Europa League 2012, la care au asistat 52.347 de spectatori.
Pe 23 februarie 2021 s-a desfășurat meciul dintre Club Atlético de Madrid și Chelsea FC în turul optimilor de finală din  Liga Campionilor 2020-2021.
Stadionul a fost una din arenele gazdă la Campionatul European de Fotbal 2020.

### Meciuri pe Arena Națională
| Meciuri pe Arena Națională (sezonul 2011-12) | Meciuri pe Arena Națională (sezonul 2011-12)    | Meciuri pe Arena Națională (sezonul 2011-12) | Meciuri pe Arena Națională (sezonul 2011-12) | Meciuri pe Arena Națională (sezonul 2011-12) | Meciuri pe Arena Națională (sezonul 2011-12)             |
| Data                                         | Competiția                                      | Echipa gazdă                                 | Echipa oaspete                               | Scor                                         | Spectatori                                               |
| -------------------------------------------- | ----------------------------------------------- | -------------------------------------------- | -------------------------------------------- | -------------------------------------------- | -------------------------------------------------------- |
| 6 septembrie 2011                            | Calificări Euro 2012 - Grupa D                  | România                                      | Franța                                       | 0–0                                          | 49,137 Arhivat în 21 noiembrie 2011, la Wayback Machine. |
| 27 septembrie 2011                           | Liga Campionilor 2011-12 - Grupa C              | Oțelul Galați                                | Benfica                                      | 0–1                                          | 6,824 Arhivat în 31 octombrie 2011, la Wayback Machine.  |
| 29 septembrie 2011                           | Europa League 2011-12 - Grupa C                 | Rapid București                              | PSV Eindhoven                                | 1–3                                          | 21,320                                                   |
| 7 octombrie 2011                             | Calificări Euro 2012 - Grupa D                  | România                                      | Belarus                                      | 2–2                                          | 29,846                                                   |
| 18 octombrie 2011                            | Liga Campionilor 2011-12 - Grupa C              | Oțelul Galați                                | Manchester United                            | 0–2                                          | 28,047                                                   |
| 20 octombrie 2011                            | Europa League 2011-12 - Grupa C                 | Rapid București                              | Legia Varșovia                               | 0–1                                          | 13,726                                                   |
| 24 octombrie 2011                            | Liga I 2011-12                                  | Steaua București                             | Rapid București                              | 0–0                                          | 41,432                                                   |
| 3 noiembrie 2011                             | Europa League 2011-12 - Grupa J                 | Steaua București                             | Maccabi Haifa                                | 4-2                                          | 31,233                                                   |
| 6 noiembrie 2011                             | Liga I 2011-12                                  | Steaua București                             | Concordia Chiajna                            | 2-1                                          | 12,000                                                   |
| 22 noiembrie 2011                            | Liga Campionilor 2011-12 - Grupa C              | Oțelul Galați                                | Basel                                        | 2–3                                          | 5,787                                                    |
| 26 noiembrie 2011                            | Liga I 2011-12                                  | Steaua București                             | FC Brașov                                    | 1–0                                          | 10,230                                                   |
| 30 noiembrie 2011                            | Europa League 2011-12 - Grupa C                 | Rapid București                              | Hapoel Tel Aviv                              | 1–3                                          | 4,529 Arhivat în 7 septembrie 2017, la Wayback Machine.  |
| 10 decembrie 2011                            | Liga I 2011-12                                  | Steaua București                             | CFR Cluj                                     | 1–1                                          | 35,000 Arhivat în 7 septembrie 2017, la Wayback Machine. |
| 14 decembrie 2011                            | Europa League 2011-12 - Grupa J                 | Steaua București                             | AEK Larnaca                                  | 3–1                                          | 50,051                                                   |
| 19 decembrie 2011                            | Liga I 2011-12                                  | Steaua București                             | Voința Sibiu                                 | 1–0                                          | 11,000                                                   |
| 16 februarie 2012                            | Europa League 2011-12 - Saisprezecimi de finala | Steaua București                             | FC Twente                                    | 0–1                                          | 49,588 Arhivat în 20 februarie 2012, la Wayback Machine. |
| 29 februarie 2012                            | Meci amical                                     | România                                      | Uruguay                                      | 1–1                                          | 15,000 Arhivat în 1 martie 2012, la Wayback Machine.     |
| 3 martie 2012                                | Liga I 2011-12                                  | Dinamo București                             | Gaz Metan Mediaș                             | 2-0                                          | 24,000 Arhivat în 22 martie 2012, la Wayback Machine.    |
| 9 mai 2012                                   | Finala UEFA Europa League 2012                  | Atlético Madrid                              | Athletic Bilbao                              | 3-0                                          | 52,347 Arhivat în 10 mai 2012, la Wayback Machine.       |
| 17 mai 2012                                  | Liga I 2011-2012                                | Steaua București                             | Dinamo București                             | 3–2                                          | 47,698 Arhivat în 24 mai 2012, la Wayback Machine.       |
| 23 mai 2012                                  | Finala Cupei României 2012                      | Dinamo                                       | Rapid                                        | 1–0                                          | 50,000 Arhivat în 7 septembrie 2017, la Wayback Machine. |

| Meciuri pe Arena Națională (sezonul 2012-13) | Meciuri pe Arena Națională (sezonul 2012-13) | Meciuri pe Arena Națională (sezonul 2012-13) | Meciuri pe Arena Națională (sezonul 2012-13) | Meciuri pe Arena Națională (sezonul 2012-13) | Meciuri pe Arena Națională (sezonul 2012-13)              |  |
| Data                                         | Competiția                                   | Echipa gazdă                                 | Echipa oaspete                               | Scor                                         | Spectatori                                                |  |
| -------------------------------------------- | -------------------------------------------- | -------------------------------------------- | -------------------------------------------- | -------------------------------------------- | --------------------------------------------------------- |  |
| 15 iulie 2012                                | Supercupa României 2012                      | Dinamo                                       | CFR                                          | 1-1 (6-4 d.p.)                               | 10,000 Arhivat în 17 august 2012, la Wayback Machine.     |  |
| 29 iulie 2012                                | Liga I 2012-2013                             | Dinamo                                       | CSMS Iași                                    | 5-2                                          | 7,850 Arhivat în 7 septembrie 2017, la Wayback Machine.   |  |
| 2 august 2012                                | UEFA Europa League 2012-2013                 | Steaua București                             | FC Spartak Trnava                            | 0-1                                          | 23,494 Arhivat în 11 august 2012, la Wayback Machine.     |  |
| 5 august 2012                                | Liga I 2012-2013                             | Steaua București                             | Universitatea Cluj                           | 5-1                                          | 14,370 Arhivat în 14 august 2012, la Wayback Machine.     |  |
| 9 august 2012                                | UEFA Europa League 2012-2013                 | Rapid                                        | SC Heerenveen                                | 1-0                                          | 1,928 Arhivat în 7 august 2012, la Wayback Machine.       |  |
| 11 august 2012                               | Meci amical                                  | Dinamo                                       | FC Barcelona                                 | 2-0                                          | 35,000                                                    |  |
| 9 august 2012                                | UEFA Europa League 2012-2013                 | Dinamo                                       | FC Metalist Harkov                           | 0-2                                          | 14,800 Arhivat în 25 septembrie 2012, la Wayback Machine. |  |
| 11 septembrie 2012                           | Calificări World Cup 2014 - Grupa D          | România                                      | Andorra                                      | 4–0                                          | 24,630 Arhivat în 15 septembrie 2012, la Wayback Machine. |  |
| 14 septembrie 2012                           | Liga I 2012-2013                             | Dinamo                                       | CFR                                          | 0-1                                          | 7,500 Arhivat în 18 noiembrie 2012, la Wayback Machine.   |  |
| 24 septembrie 2012                           | Liga I 2012-2013                             | Steaua București                             | Rapid                                        | 1-0                                          | 42,876 Arhivat în 21 septembrie 2012, la Wayback Machine. |  |
| 1 octombrie 2012                             | Liga I 2012-2013                             | Dinamo                                       | CS Pandurii Târgu Jiu                        | 3-0                                          | 13,545 Arhivat în 4 octombrie 2012, la Wayback Machine.   |  |
| 4 octombrie 2012                             | UEFA Europa League 2012-2013                 | Steaua București                             | FC Copenhaga                                 | 1-0                                          | 46,892 Arhivat în 7 octombrie 2012, la Wayback Machine.   |  |
| 7 octombrie 2012                             | Liga I 2012-2013                             | Steaua București                             | CFR                                          | 1-0                                          | 45,803 Arhivat în 10 octombrie 2012, la Wayback Machine.  |  |
| 16 octombrie 2012                            | Campionatul Mondial de Fotbal 2014           | România                                      | Țările de Jos                                | 1-4                                          | 53,329 Arhivat în 18 octombrie 2012, la Wayback Machine.  |  |
| 19 octombrie 2012                            | Liga I 2012-2013                             | Dinamo                                       | Gloria Bistrita                              | 1-2                                          | 1,500 Arhivat în 7 septembrie 2017, la Wayback Machine.   |  |
| 22 octombrie 2012                            | Liga I 2012-2013                             | Dinamo                                       | Rapid                                        | 2-1                                          | 16,037 Arhivat în 7 septembrie 2017, la Wayback Machine.  |  |
| 25 octombrie 2012                            | UEFA Europa League 2012-2013                 | Steaua                                       | Molde FK                                     | 2-0                                          | 43,651 Arhivat în 15 noiembrie 2012, la Wayback Machine.  |  |
| 4 noiembrie 2012                             | Liga I 2012-2013                             | Steaua                                       | Dinamo                                       | 3-1                                          | 49,112 Arhivat în 31 octombrie 2012, la Wayback Machine.  |  |
| 10 noiembrie 2012                            | Liga I 2012-2013                             | Dinamo                                       | FC Vaslui                                    | 0-1                                          | 4,500                                                     |  |
| 14 noiembrie 2012                            | Meci amical                                  | România                                      | Belgia                                       | 2-1                                          | 5,000 Arhivat în 20 octombrie 2012, la Wayback Machine.   |  |
| 22 noiembrie 2012                            | UEFA Europa League 2012-2013                 | Steaua                                       | VfB Stuttgart                                | 1-5                                          | 48,430 Arhivat în 24 noiembrie 2012, la Wayback Machine.  |  |
| 24 noiembrie 2012                            | Liga I 2012-2013                             | Dinamo                                       | FC Oțelul Galați                             | 2-1                                          | 3,000 Arhivat în 27 noiembrie 2012, la Wayback Machine.   |  |
| 3 decembrie 2012                             | Liga I 2012-2013                             | Dinamo                                       | CS Turnu Severin                             | 4-2                                          | 1,000 Arhivat în 2 martie 2013, la Wayback Machine.       |  |
| 21 februarie 2013                            | UEFA Europa League 2012-2013                 | Steaua                                       | AFC Ajax                                     | 2-0 (4-2 d.p.)                               | 35,423 Arhivat în 24 februarie 2013, la Wayback Machine.  |  |
| 7 martie 2013                                | UEFA Europa League 2012-2013                 | Steaua                                       | Chelsea FC                                   | 1-0                                          | 50,016 Arhivat în 6 mai 2013, la Wayback Machine.         |  |
| 31 martie 2013                               | Liga I 2012-2013                             | Dinamo                                       | Astra Giurgiu                                | 1-0                                          | 17,654 Arhivat în 4 aprilie 2013, la Wayback Machine.     |  |
| 13 aprilie 2013                              | Liga I 2012-2013                             | Dinamo                                       | Universitatea Cluj                           | 1-1                                          | 18,631 Arhivat în 7 mai 2013, la Wayback Machine.         |  |
| 22 aprilie 2013                              | Liga I 2012-2013                             | Steaua                                       | Petrolul Ploiești                            | 2-2                                          | 35,480 Arhivat în 20 aprilie 2013, la Wayback Machine.    |  |
| 28 aprilie 2013                              | Liga I 2012-2013                             | Dinamo                                       | CS Gaz Metan Mediaș                          | 2-0                                          | 19,257 Arhivat în 1 mai 2013, la Wayback Machine.         |  |
| 3 mai 2013                                   | Liga I 2012-2013                             | Steaua                                       | Pandurii Târgu Jiu                           | 2-0                                          | 15,025 Arhivat în 25 septembrie 2013, la Wayback Machine. |  |
| 10 mai 2013                                  | Liga I 2012-2013                             | Dinamo                                       | Steaua București                             | 0-2                                          | 43,789 Arhivat în 3 iulie 2013, la Wayback Machine.       |  |
| 28 mai 2013                                  | Liga I 2012-2013                             | Steaua                                       | FC Brașov                                    | 4-0                                          | 50,224 Arhivat în 15 iunie 2013, la Wayback Machine.      |  |
| 1 iunie 2013                                 | Finala Cupei României 2013                   | CFR Cluj                                     | Petrolul Ploiești                            | 0-1                                          | 29,343 Arhivat în 31 martie 2016, la Wayback Machine.     |  |

| Meciuri pe Arena Națională (sezonul 2013-14) | Meciuri pe Arena Națională (sezonul 2013-14) | Meciuri pe Arena Națională (sezonul 2013-14) | Meciuri pe Arena Națională (sezonul 2013-14) | Meciuri pe Arena Națională (sezonul 2013-14) | Meciuri pe Arena Națională (sezonul 2013-14)            |  |
| Data                                         | Competiția                                   | Echipa gazdă                                 | Echipa oaspete                               | Scor                                         | Spectatori                                              |  |
| -------------------------------------------- | -------------------------------------------- | -------------------------------------------- | -------------------------------------------- | -------------------------------------------- | ------------------------------------------------------- |  |
| 10 iulie 2013                                | Supercupa României 2013                      | Steaua                                       | Petrolul                                     | 3-0                                          | 29.459 Arhivat în 14 iulie 2014, la Wayback Machine.    |  |
| 11 iulie 2013                                | UEFA Europa League 2013-2014                 | Astra Giurgiu                                | NK Domžale                                   | 2-0                                          | 1.500 Arhivat în 19 decembrie 2013, la Wayback Machine. |  |
| 16 iulie 2013                                | Liga Campionilor UEFA 2013-2014              | Steaua București                             | FK Vardar Skopje                             | 3-0                                          | 40.275                                                  |  |
| 6 august 2013                                | Liga Campionilor UEFA 2013-2014              | Steaua București                             | Dinamo Tbilisi                               | 1-1                                          | 44.225                                                  |  |
| 12 august 2013                               | Liga I 2012-2013                             | Dinamo                                       | Steaua                                       | 1-2                                          | 28.574                                                  |  |
| 21 august 2013                               | Liga Campionilor UEFA 2013-2014              | Steaua                                       | Legia Varșovia                               | 1-1                                          | 52.303                                                  |  |
| 6 septembrie 2013                            | Campionatul Mondial de Fotbal 2014           | România                                      | Ungaria                                      | 3-0                                          | 41.405                                                  |  |
| 10 septembrie 2013                           | Campionatul Mondial de Fotbal 2014           | România                                      | Turcia                                       | 0-2                                          | 44.537                                                  |  |
| 15 octombrie 2013                            | Campionatul Mondial de Fotbal 2014           | România                                      | Estonia                                      | 2-0                                          | 10.124                                                  |  |

| 26 septembrie 2024 | UEFA Europa Legaue 2024-2025   | FCSB             | Format:Country data LET RFS | 4-1 | 34.257 |
| 6 octombrie 2024   | SuperLiga 2023-2024            | FCSB             | Gloria Buzău                | 3-2 | 7.502  |
| 20 octombrie 2024  | SuperLiga 2024-2025            | Dinamo           | FCSB                        | 0-2 | 45.469 |
| 27 octombrie 2023  | SuperLiga 2024-2025            | FCSB             | FC Rapid București          | 0-0 | 40.287 |
| 30 octombrie 2024  | Cupa României 2024-2025        | Dinamo           | FCSB                        | 0-4 | 8.207  |
| 7 noiembrie 2023   | UEFA Europa Legaue 2024-2025   | FCSB             | Midtylland                  | 2-0 | 37.152 |
| 15 noiembrie 2024  | Liga națiunilor UEFA 2024-2025 | România          | Kosovo                      | 3-0 | 48.957 |
| 18 noiembrie 2024  | Liga națiunilor UEFA 2024-2025 | România          | Cipru                       | 4-1 | 45.318 |
| 24 noiembrie 2024  | SuperLiga 2023-2024            | FCSB             | Unirea Slobozia             | 3-0 | 6.545  |
| 28 noiembrie 2024  | UEFA Europa Legaue 2024-2025   | FCSB             | Olympiacos                  | 0-0 | 43.572 |
| 8 decembrie 2024   | SuperLiga 2024-2025            | FCSB             | Botoșani                    | 2-1 | 6.073  |
| 18 decembrie 2024  | Cupa României 2024-2025        | FCSB             | Universitatea Craiova       | 0-2 | 6.000  |
| 22 decembrie 2024  | SuperLiga 2023-2024            | Dinamo București | Rapid București             | 0-0 | 25.520 |
| 3 decembrie 2023   | SuperLiga 2023-2024            | FCSB             | Hermannstadt                | 1-1 | 5.404  |
| 30 ianuarie 2025   | UEFA Europa Legaue 2024-2025   | FCSB             | Manchester United           | 0-2 | 50.128 |
| 2 februarie 2025   | SuperLiga 2024-2025            | FCSB             | CFR Cluj                    | 1-1 | 10.224 |
| 9 februarie 2025   | SuperLiga 2024-2025            | FCSB             | Sepsi                       | 3-0 | 5.157  |
| 20 februarie 2025  | SuperLiga 2023-2024            | FCSB             | PAOK                        | 2-0 | 50.248 |
| 23 februarie 2025  | SuperLiga 2023-2024            | FCSB             | Dinamo București            | 2-1 | 30.157 |

## Concerte
| Concerte pe Arena Națională | Concerte pe Arena Națională | Concerte pe Arena Națională     | Concerte pe Arena Națională |
| Data                        | Artist                      | Turneu                          | Spectatori                  |
| --------------------------- | --------------------------- | ------------------------------- | --------------------------- |
| 31 august 2012              | Red Hot Chili Peppers       | I'm with You                    | 47.000                      |
| 15 mai 2013                 | Depeche Mode                | The Delta Machine Tour          | 34.729                      |
| 14 august 2019              | Metallica                   | Worldwired                      | 50.244                      |
| 3 iulie 2019                | Ed Sheeran                  | ÷ Tour                          | 48.044                      |
| 16 iulie 2023               | Guns N' Roses               | We're F'N' Back! Tour           | 42.000                      |
| 26 iulie 2023               | Depeche Mode                | Memento Mori World Tour         | 45.000                      |
| 12 iunie 2024               | Coldplay                    | Music of the Spheres World Tour | —                           |
| 13 iunie 2024               | Coldplay                    | Music of the Spheres World Tour | —                           |
| 24 august 2024              | Ed Sheeran                  | +-=÷x Tour                      | 70.000                      |

## Galerie

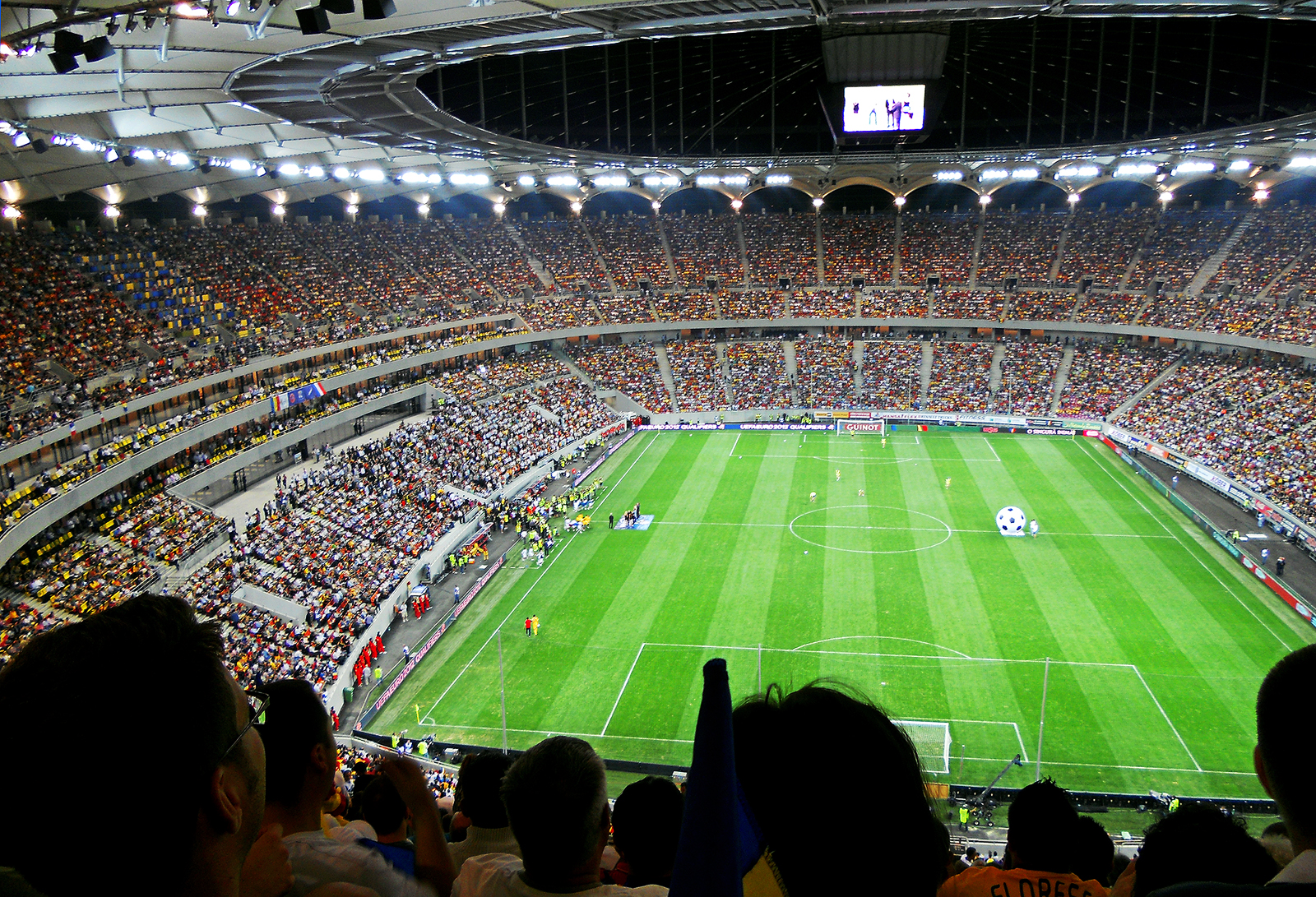
Arena Națională la meciul de deschidere, România vs. Franța, scor 0-0, 6 septembrie 2011